# Cais do Valongo
O Cais do Valongo é um antigo cais localizado na zona portuária do Rio de Janeiro, entre as atuais ruas Coelho e Castro e Sacadura Cabral. Recebeu o título de Patrimônio Mundial pela UNESCO em 2017, por ser o único vestígio material da chegada dos africanos escravizados na América.
Construído, em 1811, pela Intendência Geral de Polícia da Corte do Rio de Janeiro, foi local de desembarque e comércio de escravizados africanos até 1831, foi desativado com a proibição do tráfico transatlântico de escravos   pela Inglaterra. Durante os vinte anos de sua operação, recebeu cerca de um milhão de africanos, se tornando o maior porto receptor da diáspora africana do mundo.
Em 1843, o cais foi reformado para o desembarque da princesa Teresa Cristina de Bourbon-Duas Sicílias, que viria a se casar com o imperador D. Pedro II. O atracadouro passou então a chamar-se Cais da Imperatriz.
Entre 1850 e 1920, a área em torno do antigo cais tornou-se um espaço ocupado por negros escravizados ou libertos de diversas nações - área que Heitor dos Prazeres chamou de Pequena África.

## História
Até meados da década de 1770, os escravizados desembarcavam na Praia do Peixe, atual Praça XV, e eram negociados na Rua Direita (hoje Rua 1º de Março), no centro do Rio de Janeiro, à vista de todos. Em 1774, uma nova legislação estabeleceu a transferência desse mercado para a região do Valongo, por iniciativa do segundo Marquês de Lavradio, Dom Luís de Almeida Portugal Soares de Alarcão d'Eça e Melo Silva Mascarenhas, vice-rei do Brasil, alarmado com "o terrível costume de tão logo os pretos desembarcarem no porto vindos da costa africana, entrarem na cidade através das principais vias públicas, não apenas carregados de inúmeras doenças, mas nus".
O mercado foi transferido, mas ainda não havia o ancoradouro, e a alternativa encontrada foi desembarcar os escravizados na alfândega e imediatamente enviá-los de bote ao Valongo, de onde saltariam diretamente na praia. Em 1779, o comércio de escravizados finalmente se estabeleceu na área do Valongo, onde teve seu auge entre 1808, com a chegada da família real portuguesa, e 1831, quando o tráfico negreiro para o Brasil foi proibido, passando a ser feito clandestinamente.
A partir de 1808 o tráfico quase dobra, acompanhando o crescimento da cidade que, após a transferência da corte portuguesa para o Brasil, passa de 15 mil para 30 mil habitantes. Todavia só em 1811 o cais foi construído, passando o desembarque  a ser feito diretamente no Valongo. De 1811 a 1831, entre 500 mil e um milhão de escravos ali desembarcaram. No fim dos anos 1820, o tráfico de escravizados para o Brasil vive o seu apogeu. O Rio de Janeiro era então um importante entreposto comercial de escravizados, e o Valongo era a principal porta de entrada dos negros vindos de Angola, da África Oriental e Centro-Ocidental - enquanto no Maranhão e na Bahia chegavam navios vindos da Guiné e da África Ocidental, respectivamente.
Em 1831, o tráfico transatlântico de escravos foi proibido, por pressão da Inglaterra, e o Valongo foi fechado. Os traficantes passaram então a fazer o desembarque em portos clandestinos.
Em 1843, foi feito um aterro de 60 centímetros de espessura sobre o cais do Valongo para a construção de um novo ancoradouro, destinado a receber  a princesa Teresa Cristina, futura esposa de D. Pedro II. O cais  foi então rebatizado 'Cais da Imperatriz'. Mas este também acabaria por ser enterrado em 1904, durante a reforma urbana empreendida pelo prefeito Pereira Passos.

## Redescoberta
Em 2011, durante as escavações realizadas como parte das obras de revitalização da zona portuária do Rio de Janeiro, foram descobertos os dois ancoradouros - Valongo e Imperatriz -, um sob o outro, e, junto a eles, uma grande quantidade de amuletos e objetos de culto originários do Congo, de Angola e Moçambique. O IPHAN e a prefeitura do Rio de Janeiro elaboraram um dossiê para a candidatura do sítio arqueológico do cais ao título de Patrimônio da Humanidade da Unesco. O sítio foi declarado patrimônio da humanidade na 41ª sessão do comitê da Unesco, em 2017.
Em 16 de outubro de 2023, a arqueóloga Tania Andrade Lima, responsável pela descoberta do Cais, recebeu o prêmio internacional Hypatia Award 2023, da Confederação dos Centros Internacionais para a Conservação do Patrimônio Arquitetônico (CICOP Net). A homenagem aconteceu na abertura da 6.ª Bienal de Restauro Arquitetônico e Urbano (BRAU6), em Florença, na Itália, por seus serviços prestados à Arqueologia, à História e ao Patrimônio Cultural da humanidade.

## O Trabalho Arqueológico
Ainda em 2010, quando a Prefeitura da Cidade do Rio de Janeiro iniciou as intervenções urbanas necessárias à implantação do Projeto Porto Maravilha naquela praça, o Instituto do Patrimônio Histórico e Artístico Nacional - IPHAN solicitou à Prefeitura a realização de projeto de pesquisa arqueológica. À época, já era de conhecimento, tanto dos gestores públicos quanto dos pesquisadores, o elevado potencial arqueológico da área, sendo o objetivo principal desvelar o Cais do Valongo.
O projeto arqueológico realizado foi de monitoramento e escavação do Cais do Valongo / Cais da Imperatriz, e foi apresentado ao IPHAN para análise e aprovação em outubro de 2010. 
A pesquisa arqueológica, iniciou-se em 25 de janeiro de 2011, e desenvolveu-se em praticamente toda a extensão da atual Praça Jornal do Comércio. Através das pesquisas confirmou-se o  elevado potencial arqueológico da região, e o Sítio Arqueológico do Cais do Valongo foi registrado pela coordenadora da pesquisa no IPHAN, totalizando uma área de 2545,98 m2. O dossiê elaborado para a proposta de inscrição na lista do patrimônio mundial da UNESCO traz uma descrição minuciosa do trabalho arqueológico coordenado pela arqueóloga Tania Andrade Lima.
Entre os registros feitos estão os dados de 110 setores e 6 trincheiras escavadas e sobre o monitoramento que foi feito em toda extensão da Praça Jornal do Comércio. A grosso modo, a escavação mecânica foi realizada em toda a área pesquisada visando remover a capa de concreto e a camada de entulho inicial, e em alguns pontos foi adotado o procedimento de escavação manual. Realizou-se a peneiragem dos sedimentos provenientes das camadas com maior concentração de material arqueológico e / ou aquelas localizadas acima do calçamento do Valongo. No demais foi feita inspeção visual, descartando-se por vezes as camadas retiradas nos primeiros aproximados 60 cm de profundidade.
A pesquisa alcançou plenamente o seu objetivo evidenciando e interpretando os superartefatos - as estruturas arquitetônicas do Cais da Imperatriz e do Cais do Valongo, e outras demais a eles direta ou indiretamente relacionados. 
Mas, nenhuma pesquisa arqueológica pode se ater somente aos superartefatos, e neste sentido, a pesquisa realizada no Sítio Arqueológico do Cais do Valongo se debruçou também sobre os artefatos móveis. Foram desenterrados inúmeros, objetos quase todos carregados de profundo simbolismo religioso. 

### A Coleção
A coleção arqueológica coletada no Sítio do Cais do Valongo é considerada como excepcional – totaliza 1.200.000 peças - e nos dão acesso aos costumes, à vida cotidiana, ao simbolismo religioso e à resistência dos africanos escravizados.
Destacam-se os artefatos apotropaicos, ou os que protegem contra o mal. São amuletos e adornos utilizados tanto como afirmação de uma identidade em risco, como uma negociação de reposicionamento social: figas, crucifixos, contas, garras, búzios, cristais brincos e pulseiras. Testemunham, sobretudo, o encontro entre diversas culturas africanas que circularam pelo local e que, antes, não tinham necessariamente contato direto entre si, e destas com a sociedade brasileira.
As peças da coleção foram higienizadas, identificadas, classificadas, numeradas, inventariadas e acondicionadas em sacos plásticos devidamente identificados e guardados em caixas.
A coleção arqueológica encontra-se depositada provisoriamente num espaço próprio da Prefeitura da Cidade do Rio de Janeiro, o Galpão B localizado na área portuária da cidade. A escolha do espaço destinado para as análises e guarda obedece ao princípio da permanência da coleção arqueológica próxima ao seu local de origem e dos que estão diretamente envolvidos com ele, respeitando o interesse público do bem público, valores postulados pelos documentos “Recomendações de Nova Delhi” (Conferencia Geral da UNESCO – 1956) e “Carta de Lausanne” (Carta para a proteção e a gestão do patrimônio arqueológico ICOMOS/ICAHM 1990) e plenamente adotados pelo IPHAN e pela Prefeitura do Rio de Janeiro.  A responsabilidade de salvaguarda do acervo, perante o IPHAN, é do Instituto Rio Patrimônio da Humanidade -IRPH/Prefeitura da Cidade do Rio de Janeiro.

## O Patrimônio - Força Simbólica
O Sítio Arqueológico do Cais do Valongo, na atualidade, além do seu enorme valor arqueológico intrínseco, é também compreendido como um memorial a céu aberto do tráfico atlântico de cativos africanos, e desta forma tem sido reconhecido e apropriado pela população do Rio de Janeiro. Esta apropriação é uma vitória para a Arqueologia, que assim cumpre seu papel político-social, de produzir conhecimento e socializá-lo.
O ressurgimento do Cais do Valongo a céu aberto trouxe para as proximidades do sítio arqueológico outros grupos culturais e manifestações ligados à celebração das heranças africanas. Esses grupos se juntaram aos que haviam resistido por muitos anos na região e que durante certo tempo tiveram que atuar de forma clandestina, em períodos de repressão a expressões da cultura negra popular. Praticantes de capoeira, fiéis de religiões de matriz africana, músicos ligados ao samba e outros ritmos e danças afro-brasileiros, viveram períodos em que celebrar sua fé e sua cultura chegou a ser motivo de perseguição e até prisão. E, mesmo depois desses tempos obscuros terem sido superados, ainda permaneceu muito vivo o preconceito. Ao desenterrar as pedras pisadas pelos africanos que chegaram como escravos no Valongo e ao expor aos olhos de todos os pequenos objetos que remetem às culturas tradicionais africanas, se conferiu ao sítio um reconhecimento oficial e material, como parte da história da cidade, do país e da humanidade. 
Entre os direitos fundamentais da pessoa humana está o direito à memória. Ter direito à memória significa não apenas poder recordar e afirmar livremente sua própria história como obter seu reconhecimento social. A memória é matéria prima para a constituição da identidade social e respeitála é, portanto, garantir a integridade do ser humano que nela alicerça o sentido de sua própria existência e de sua comunidade. O Sítio Arqueológico do Cais do Valongo é um símbolo material, um lugar de memória da escravidão africana e das heranças culturais que dessa história surgiram. Reconhecê-lo como patrimônio da humanidade é também conferir esse direito à população afrodescendente do Brasil e, por extensão, de todas as Américas, dentro do entendimento das políticas de reparação por séculos de escravidão e segregação racial. 

## Perspectiva Museológica
Desde o início dos trabalhos de pesquisa priorizou-se a localização do Valongo. Sobre isso a arqueóloga coordenadora ressalta que não se trataria de sobrepor um momento histórico em detrimento de outro. Como a classe dominante já havia se feito lembrar com a colocação do monumento em homenagem à chegada da Imperatriz, o projeto ora realizado tinha por principal objetivo trazer a luz os vestígios oriundos daqueles que ainda não haviam tido a chance de se fazer lembrar: os africanos escravizados.
Essa intenção nos mostra uma associação direta à museologia social, preocupada em jogar luz às formas e narrativas de preservação da memória dos povos e grupos marginalizados historicamente.
Sobre a musealização de sítios arqueológicos como o do Cais do Valongo, a pesquisadora Janaina Cardoso de Mello em seu artigo "Arqueologia e musealização in situ: Das pedras às pessoas" evidencia a especificidade do processo e sua importância:
"A musealização dos sítios arqueológicos permite a comunicação do conhecimento de forma inteligível, o uso social do território, sua conservação, bem como um turismo responsável. Para além da idéia de uma Educação Patrimonial “de cima para baixo”, as trocas culturais que emergem a partir das impressões, reações, inquietações, dúvidas, apontamentos e interação da população com os trabalhos desenvolvidos pelos arqueólogos oferecem dinamismo e ressignificação plural à atividade acadêmica. Patrimônio cultural de todos, o sítio arqueológico musealizado subverte a idéia da cristalização do conhecimento no interior de um grupo específico expondo à céu aberto um saber construído na coletividade."
Neste sentido, a museologia oferece uma série de ferramentas e elementos que fortaleceriam o Cais do Valongo como um espaço de memória devidamente preservado e também comunicado. Mas nesses 10 anos desde a redescoberta, são muitas as denúncias e apontamentos de profissionais da área sobre os problemas com a preservação e a ausência de um projeto museológico que garanta ao sítio arqueológico uma contextualização que informe à sociedade e proponha uma reflexão coletiva sobre o passado nacional. O diagnóstico é que o monumento sofreu uma musealização compensatória, isto é, uma musealização feita apenas para compensar um erro do passado que causou o apagamento e esquecimento do monumento e seu significado. Essa musealização compensatória no caso do Valongo se realizou apenas com a colocação de correntes em torno do espaço e a fixação de duas placas com breves dizeres indicando que ali era realizado o desembarque de escravos e mencionando os dois aterramentos. Enquanto isso, aponta a pesquisadora Rafaella Matos Coutinho, o Museu do Amanhã, localizado na mesma região, recebe milhares de visitantes semanalmente.
Em 9 de julho de 2017, o Sítio ganhou o título de Patrimônio Mundial da Humanidade pela Unesco, o que, a princípio lhe conferiria mais prestígio e maior proteção, destaque, cuidado e asseguraria o direito fundamental à memória. Porém, em julho de 2018, exatamente um ano após a aquisição do título, o Sítio Arqueológico do Cais do Valongo corria o risco de perdê-lo devido ao não cumprimento pela Prefeitura e pela Ministério da Cultura, de todas as exigências da Unesco. Dentre as exigências não cumpridas estão a falta de conservação e a não criação de um Museu no armazém Docas Pedro II, conforme pactuado com a Unesco no dossiê de candidatura, que deveria destacar a importância do Cais do Valongo, explicar o impacto da imigração forçada e toda sua história. 
A partir desses apontamentos foi construído um projeto de obras que visava sanar os problemas com alagamento e melhorar a comunicação do espaço. Em novembro de 2023 as obras foram concluídas e foi entregue no espaço um novo guarda-corpo, iluminação e sinalização informativa no padrão da Unesco. O local também recebe a exposição: "Valongo, Cais de Ancestralidades", que conta a história do cais e a relação com a região conhecida como Pequena África. 

Na ocasião da reabertura do sítio arqueológico, o presidente do Instituto do Patrimônio Histórico e Artístico Nacional (Iphan), Leandro Grass, informou que outra etapa de obras no local será entregue em 2024. "A ideia é fazer um grande Centro Cultural, então, ele vai ter uma multidisciplinaridade, uma perspectiva diversa de ocupação. Enfim, essa concepção ainda vai ser melhor discutida, mas a ideia é que não seja só um museu, vai ter uma perspectiva de multiuso", afirmou.